# Lagraulière
Lagraulière är en kommun i departementet Corrèze i regionen Nouvelle-Aquitaine i de centrala delarna av Frankrike. Kommunen ligger  i kantonen Seilhac som tillhör arrondissementet Tulle. År 2022 hade Lagraulière 1 189 invånare.

## Befolkningsutveckling
Antalet invånare i kommunen Lagraulière
Referens:INSEE